# 5873 Archilochos
5873 Archilochos eller 1989 SB3 är en asteroid i huvudbältet som upptäcktes den 26 september 1989 av den belgiske astronomen Eric W. Elst vid La Silla-observatoriet. Den är uppkallad efter den grekiske poeten Archilochos.
Asteroiden har en diameter på ungefär 4 kilometer och den tillhör asteroidgruppen Flora.